# Karel Sabela
Karel Sabela (12. prosince 1917 Český Těšín – 18. července 1949 Věznice Pankrác) byl český voják, protinacistický a protikomunistický odbojář odsouzený v roce 1949 v politickém procesu k trestu smrti a následně komunistickým režimem popraven.

## Životopis

### Mládí a druhá světová válka
Narodil se v roce 1917 v Českém Těšíně. Jeho otec byl bednářský mistr a pracoval na místním státním velkostatku, matka byla v domácnosti. V mládí absolvoval obecnou školu a poté reálné gymnázium. Krátce po vykonání maturitní zkoušky začal studovat bohosloví, studium ale nedokončil. V červnu 1938 nastoupil na vojenskou službu. Vzdělání poté získal v záložní důstojnické škole. Po zabrání Těšínska Polskem odešel do Frýdku-Místku, kde působil v pracovním táboře. Později se přestěhoval do Žatce.
Krátce před druhou světovou válkou uprchl v červnu 1939 přes Polsko (konkrétně Krakov a Gdyni) a Francii do Alžírska. Tam působil do září 1939 v cizinecké legii. Později stál u zrodu jednotky československé zahraniční armády v jihofrancouzském Agde. Po německém útoku na Francii v roce 1940 se zúčastnil těžkých bojů s německými jednotkami na řece Marně. Po kapitulaci Francie odcestoval do Velké Británie, kde stál u zrodu československé obrněné brigády. V roce 1943 se oženil s Čechoslovačkou židovského původu, se kterou měl dva syny, Jana a Harryho, později se nicméně rozvedl.
Zúčastnil se vylodění v Normandii v roce 1944 a následného osvobozování Francie, když bojoval jako velitel čety například proti německým jednotám obklíčeným v přístavu Dunkerk. Za své počínání v bojích obdržel celkem devět vyznamenání; v roce 1943 Československou pamětní medaili, v roce 1944 Československou vojenskou medaili za zásluhy II. stupně a Československý válečný kříž, v roce 1946 Československou Medaili za chrabrost a o rok později obdržel kromě druhého Československého válečného kříže rovněž Francouzský válečný kříž.

### Protikomunistický odboj a převrat
Po konci války se opět vrátil do Žatce, kde se stal vojákem z povolání a v říjnu 1947 se stal jako kapitán velitelem 21. tankové brigády v Žatci. Znovu se oženil, jeho druhá manželka se jmenovala Milada. V roce 1946 vstoupil do KSČ. Po únorovém převratu v roce 1948 se zapojil do protikomunistického odboje, přičemž se stal členem skupiny, která měla podle pozdějších obvinění připravovat státní převrat, který se měl konat na první výročí únorového převratu v únoru 1949, a v rámci kterého měli pučisté chtít svrhnout komunistický režim a zorganizovat svobodné volby. Převrat měl být později přesunut na noc z 8. na 9. března 1949, krátce před tím ale začala Státní bezpečnost jeho údajné aktéry zatýkat.

#### Zatčení a soudní proces
Zatčeny byly téměř čtyři desítky osob, přičemž Sabela byl zatčen 4. března 1949. Dodnes však není jasné, nakolik byla obvinění vůči Sabelovi a jeho spolupracovníkům Státní bezpečností vykonstruovaná. Podle některých svědectví je příprava převratu vysoce pravděpodobná, podle dalších názorů nelze informacím ve spisech prakticky vůbec věřit. Pokud by byla obvinění založena na pravdě, jednalo by se o pravděpodobně největší plánovanou akci na státní převrat v komunistickém Československu. Podle obvinění měla nicméně skupina vedená právě Sabelou a také Miloslavem Jebavým obsadit Žatec a následně se vydat do Prahy, v níž měla chtít obsadit řadu klíčových míst včetně Letiště v Ruzyni, budovy Ministerstva obrany či budovy Generálního štábu. V rámci přípravy převratu měli členové skupiny navázat kontakty rovněž s vojenskými posádkami v dalších městech v okolí. Údajný plán měl být poté prozrazen a členové skupiny, která jej měla formovat, byli v rámci Akce Norbert zatčeni. Po zatčení byl Sabela několik měsíců mučen Státní bezpečností. Spolu s dalšími čtyřmi členy skupiny, včetně Jebavého, byl v politickém procesu konaném v červnu 1949 za trestné činy velezrady a vyzvědačství odsouzen k trestu smrti. Odvolání k Nejvyššímu soudu bylo promptně zamítnuto, stejně jako žádost o prezidentskou milost, o kterou žádal prezidenta Klementa Gottwalda Sabelův otec. Popraven byl v červenci 1949. Jeho poslední slova před popravou byla: „Odsoudila nás lůza, která se domohla násilím moci a v mezích zákonů, které si sama dala, loupí, krade a vraždí.“ Pohřben byl do hromadného hrobu na Ďáblickém hřbitově. Přesné umístění ostatků v šachtě č. 14, poloha rakve č. 17, zjistili experti vládní komise při rozsáhlém archivním průzkumu v roce 2024.

## Po roce 1989

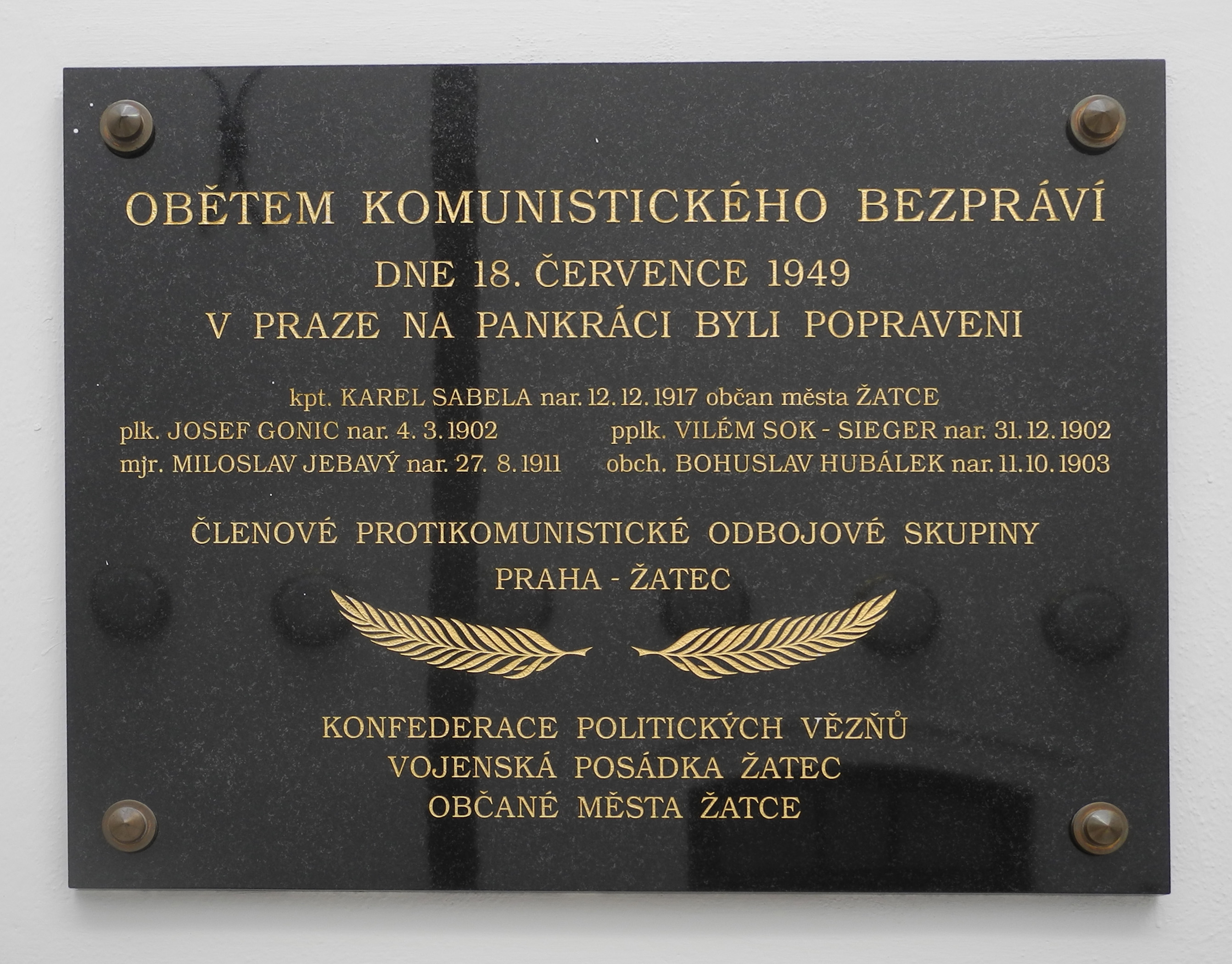
Pamětní deska z roku 1994 na radnici v Žatci, kde je uvedeno jméno Karla Sabely
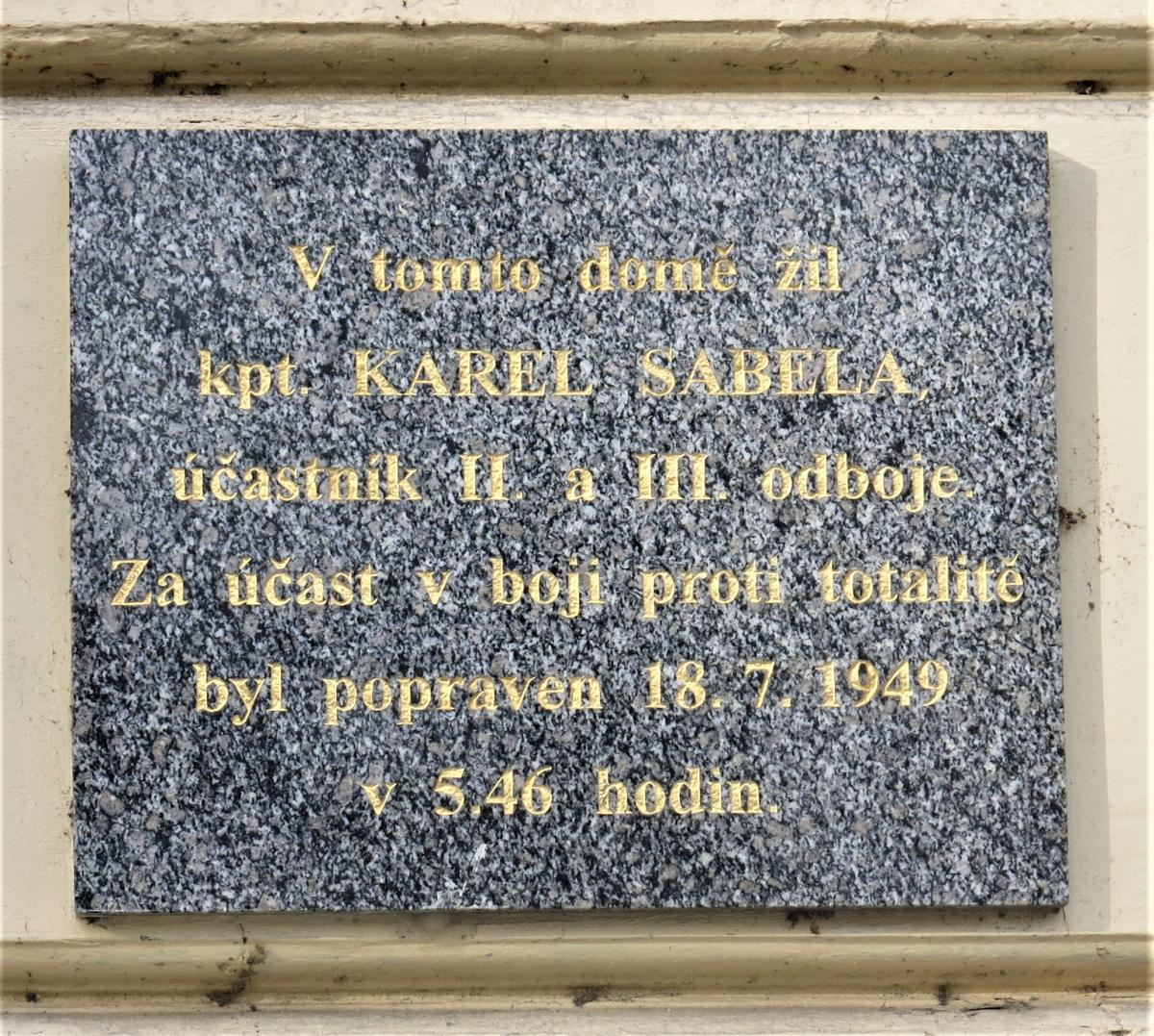
Pamětní deska odhalená v roce 2000 na domě, kde Karel Sabela žil (ul. Nákladní 397, Žatec)

Rehabilitován byl v roce 1991. V letech 1994 a 2000 byly instalovány na uctění jeho památky pamětní desky v Žatci.
V červenci 2025 vláda schválila návrh exhumací na Ďáblickém hřbitově, a to v šachtě č. 14, ve které se nacházejí i ostatky Karla Sabely.